# Matakatia
Matakatia est une banlieue côtière de la cité d’Auckland, située dans l’île du Nord de la  Nouvelle-Zélande. 

## Situation
Elle est localisée sur la Péninsule de Whangaparaoa à environ 43 kilomètres (par la route ) au nord du centre de la cité d’Auckland.

## Municipalités limitrophes
L’ « île de Kotanui », aussi appelée « Cap des français» (Frenchmans Cap), est un étroit rocher triangulaire, qui se dresse au-dessus de l’eau à environ 1,000 mètres en dehors de la côte.

## Histoire
Une zone de portage située entre Matakatia et « Tindalls Beach » permettait les mouvements des waka au début du XIXe siècle.
Une route fut développée à travers tout le secteur en 1938  et diverses sections de terrain furent vendues l’année suivante .
La zone vers le nord constituait la «ferme de Tindall» en 1920 et constitue maintenant la banlieue de « Tindalls Beach ».

## Démographie

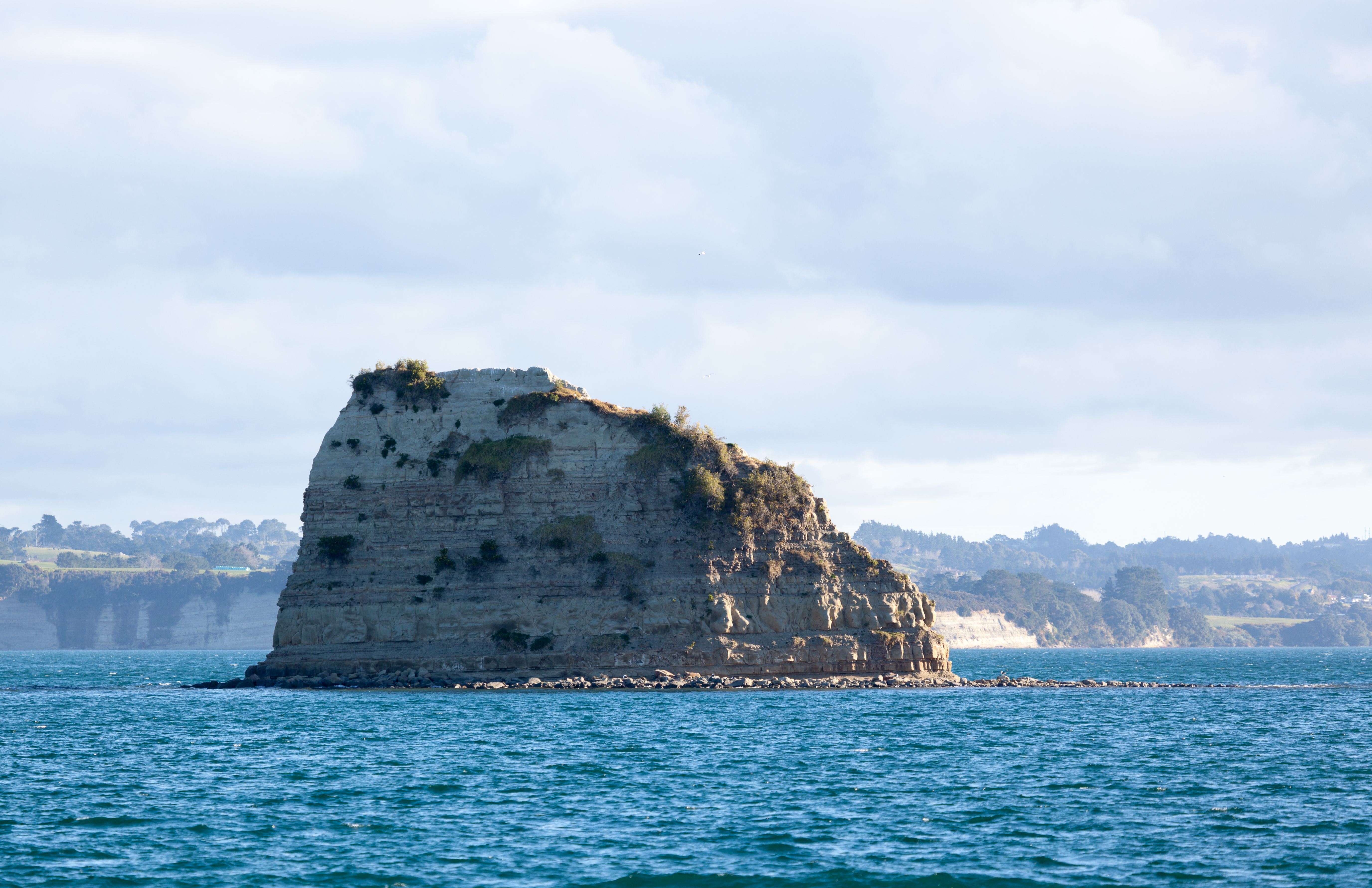
Île de Kotanui

Les statistiques du secteur de « Tindalls-Matakatia » qui comprennent « Tindalls Beach » vers le nord, avait une population de 1 977 habitants  lors du recensement de 2018 en Nouvelle-Zélande, en augmentation de 228 personnes (soit 13,0 %) depuis le recensement de 2013 en Nouvelle-Zélande, et une augmentation de 429 personnes soit 27,7 % depuis le  recensement de 2006. 
Il y avait 723 logements. 
On notait la présence de 981 hommes pour 999 femmes, ce qui donne un sexe-ratio de 0,98 homme pour une femme. 
L’âge médian était de 47,8 ans avec 315 personnes soit 15,9 % , âgées de moins de 15 ans, 303 personnes (15,3 %) âgées de 15 à 29 ans, 930 personnes(47,0 %) âgées de30 à 64, et 429 personnes (soit 21,7 %) âgées de 65 ans et plus.
L’ethnicité était formée pour 92,1 % d’européens/Pākehā, 6,1 % de Māori, 2,1 % de personnes originaires du Pacifique, de 5,6 % d’asiatiques, et 2,1 % de personnes d’autres ethnicités (le total peut dépasser les 100% dans la mesure où une personne peut se déclarer de plusieurs ethnicités).
La proportion de personnes nées outre-mer était de 32,3 %, comparée aux 27,1 % au niveau national.
Bien que certaines personnes objectent à donner leur religion: 49,2 % disent n’avoir aucune religion, 40,1 % étaient chrétiens, et 3,0 % avaient une autre religion.
Parmi ceux qui avaient plus de 15 ans d’âge, 378 personnes soit 22,7 % étaient bacheliers ou avaient un niveau supérieur et 192 personnes soit 11,6 % n’avaient aucune qualification formelle. 
Les revenus médians étaient de 36,200 $. 
Le statut d’emploi de ceux de plus de 15 ans était pour 741 personnes soit 44,6 %: un emploi à plein temps, pour 276 personnes soit 16,6 % avaient un emploi à temps partiel et pour 51 personnes soit 3,1 %, ils étaient sans emploi .